# Tufão Kajiki
O tufão Kajiki (designação internacional: 0719; designação do JTWC: 19W) foi o vigésimo ciclone tropical, o décimo nono sistema nomeado, o décimo segundo tufão e o oitavo super tufão da temporada de tufões no Pacífico de 2007. Ao longo de seu período de existência, Kajiki não atingiu a costa.

## História meteorológica

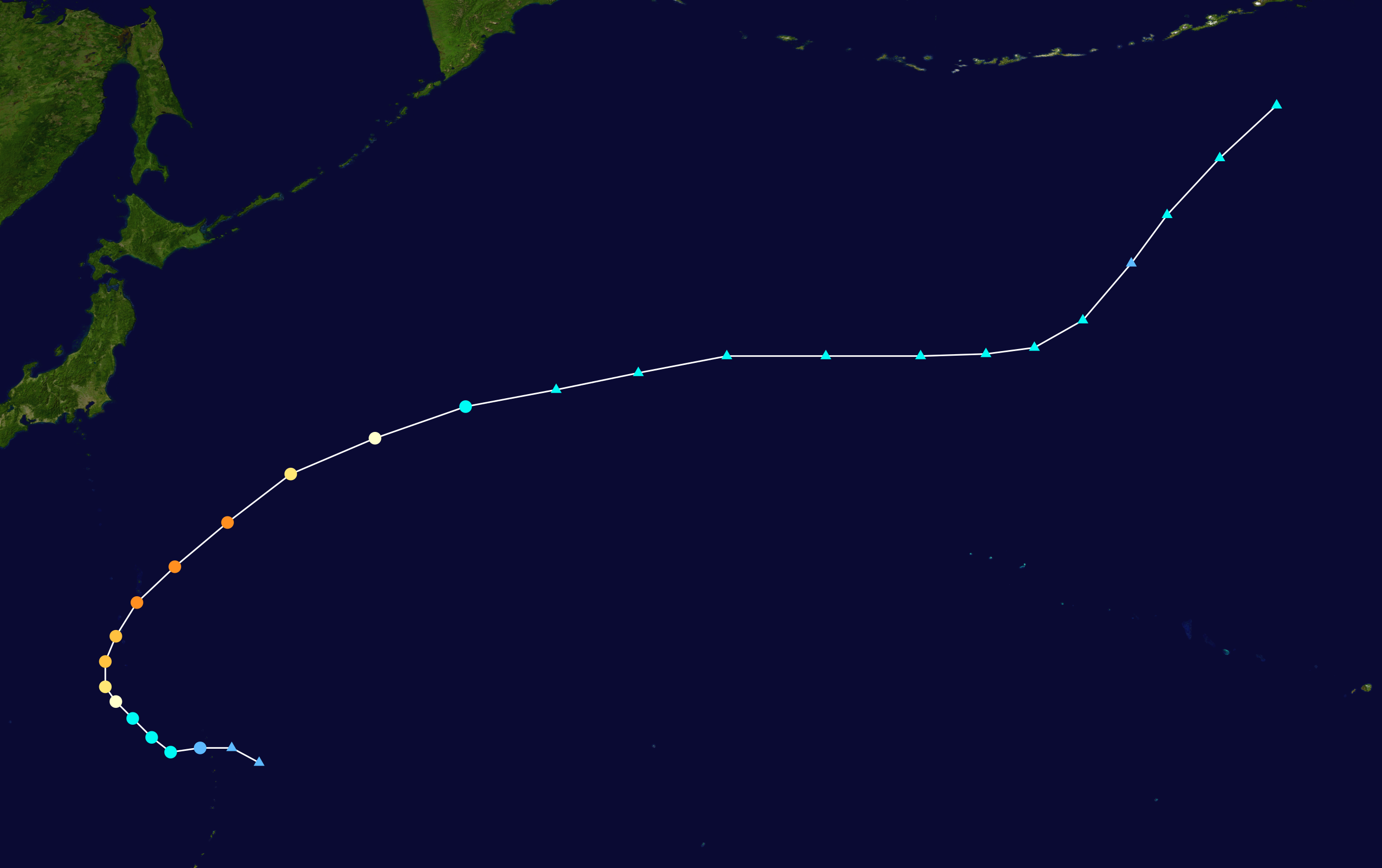
O caminho de Kajiki

Uma perturbação tropical formou-se em alto mar no começo da madrugada de 17 de Outubro e seguiu para nordeste. A Agência Meteorológica do Japão e o Joint Typhoon Warning Center (JTWC) classificaram a perturbação como uma depressão tropical no começo da madrugada de 19 de Outubro. Apenas seis horas depois, a AMJ classificou a depressão como tempestade tropical "Kajiki" O nome Kajiki foi dado pelo Japão e refere-se a um tipo de peixe-espada. O sistema começou a sofrer rápida intensificação e apenas seis horas depois de kajiki ter sido classificado como tempestade tropical, foi classificado como tempestade tropical severa. A rápida intensificação continuou e Kajiki tornou-se um tufão na madrugada de 20 de Outubro. Na noite daquele dia, Kajiki atingiu o seu pico de intensidade, perto de Iwo Jima. A partir deste momento, Kajiki começou a se enfraquecer gradualmente e também começou a se transformar num ciclone extratropical. Kajiki perdeu suas características tropicais na tarde do dia seguinte e tornou-se um forte ciclone extratropical. Ao mesmo tempo, o JTWC emitiu seu último aviso sobre o sistema. A AMJ fez o mesmo na madrugada de 22 de Outubro depois que Kajiki já tinha completado a sua transição para extratropical. Kajiki sofreu uma rápida intensificação incomum. Passou de uma tempestade tropical para um tufão equivalente a um furacão de categoria 3 na Escala de Furacões de Saffir-Simpson em menos de 24 horas. Devido a esta rápida intensificação em conjunção com a rápida transição para extratropical, não se sabe ao certo se Kajiki foi um furacão equivalente à categoria 3 ou à categoria 4.
Em análises pós-tempestade, o JTWC aumentou o pico de intensidade para ventos máximos sustentados de 215 km/h. Sendo assim, Kajiki foi classificado de categoria 3 para categoria 4 na escala de furacões de Saffir-Simpson.

## Preparativos e impactos
Como Kajiki se manteve em todo o seu período de existência em alto-mar, nenhum incidente foi registrado devido à passagem de Kajiki. Da mesma forma, também nenhum dano foi relatado em associação com o tufão. Nenhum navio ou estação meteorológica registrou os ventos associados a Kajiki.